# فتاة متمردة (فلم)
فتاة متمردة فيلم مصري من إنتاج عام 1940، بطولة ماري كويني وأنور وجدي، إخراج أحمد جلال.

## فريق العمل
- ماري كويني
- أنور وجدي
- محسن سرحان
- آسيا داغر
- بديعة مصابني
- بشارة واكيم
- ثريا فخري
- عباس فارس

## روابط خارجية
- مقالات تستعمل روابط فنية بلا صلة مع ويكي بيانات